# 物言い

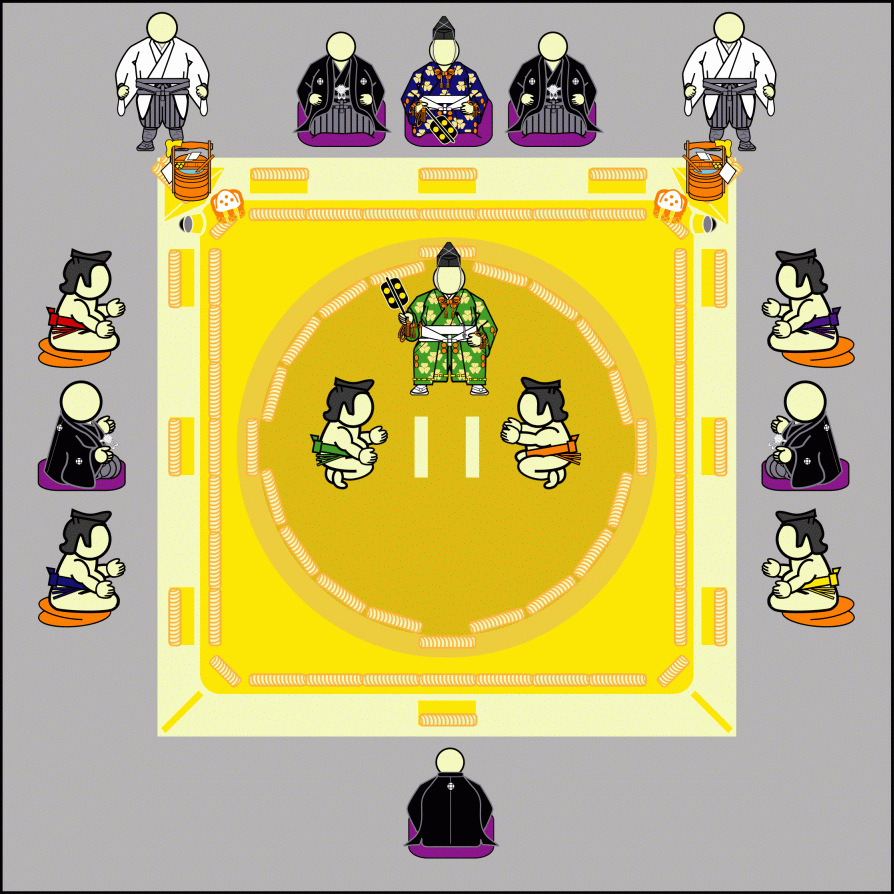
土俵での行司・勝負審判・控え力士配置

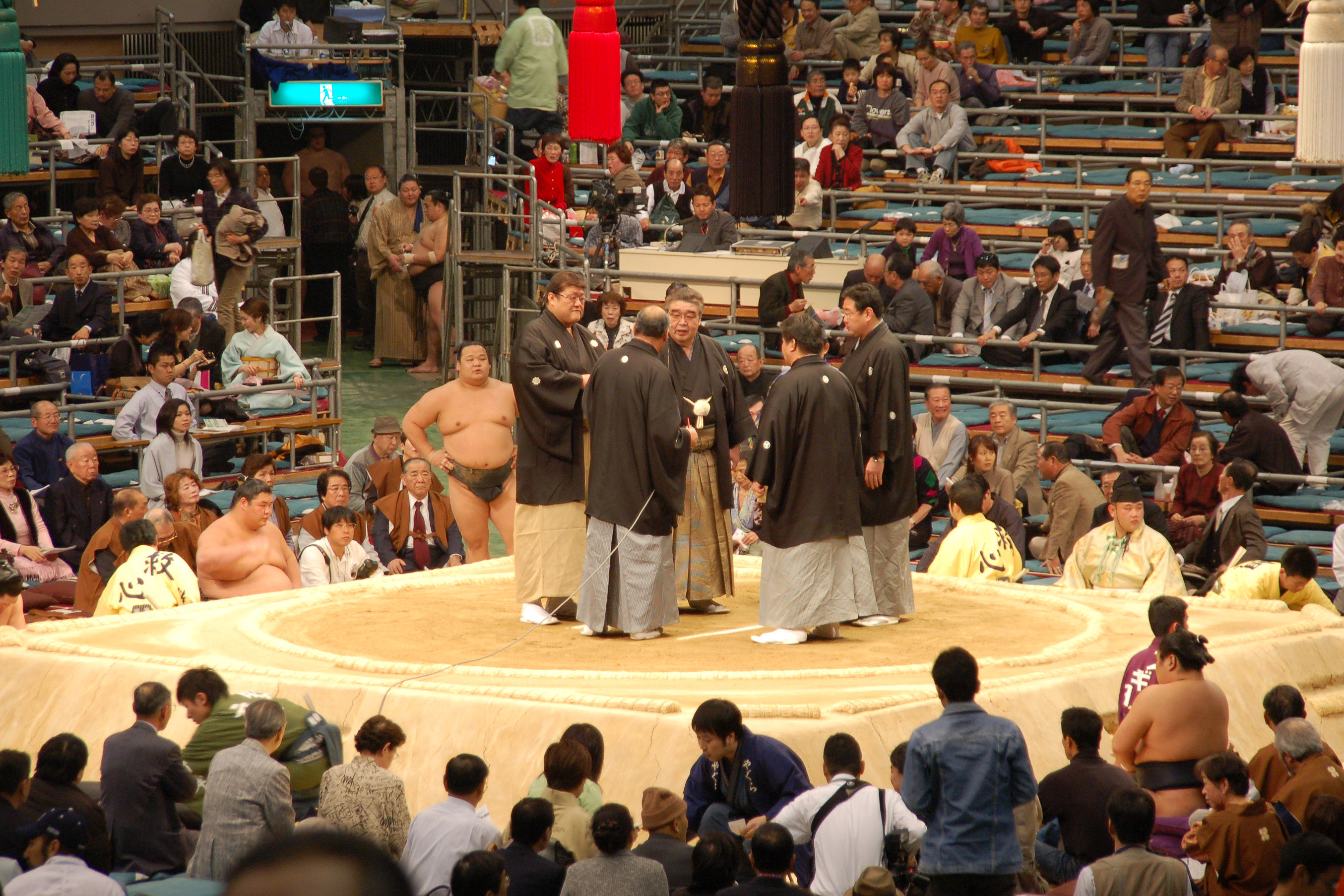
協議の様子

物言い（ものいい）とは、大相撲において、行司が下した判定（軍配）に対し、審判委員や控え力士が異議を唱えること。またそれから転じて、異議を申し立てること全般を「物言いをつける」ともいう。

## 概説
審判委員は、勝負の判定を正しくし、公平に決定する責任があるから、行司の軍配に異議を感じた場合（主に対戦両者が微妙な体制で土俵を割ったり体が落ちたりした場合、反則行為が疑われる場合など）は、直ちに速かに、異議ありの意思表示（物言い）をして、協議に入らねばならない。この際、ビデオ室と連絡を取り、ビデオ映像も参考にする。行司は物言いを拒否することはできない。協議が合意に達すると、行司の下した判定の如何を問わず、改めて勝負の結果が審判長から発表される。1965年1月場所より、物言いの際の経過説明を審判長が行うこととなった。なお、行司は必ずどちらかに軍配を上げねばならず（江戸時代には『無勝負』という、行司が同体と判断するケースも認められていた）、また行司は禁手・反則の有無を判断することは出来ないため、これらを取り上げるのも審判委員の意思表示による。
また、土俵下に控えている力士も、物言いをつけるための挙手をする事ができ、審判委員は控え力士から物言いが出た場合、必ず土俵上で協議を行わなければならない。なおその控え力士自身は協議に参加することは出来ない。なお、行司は取組の状況を述べたり、勝負の流れがどちらに有利であったかと言う説明をする事以外では協議に参加できない。
前述のような微妙な体制の際に物言いが行われることから、多くの場合は、体が落ちる、あるいは土俵を割る瞬間が同時（同体）として、勝敗の決定をせず、取り直し（再試合）となるか、そのまま行司軍配通りの結果となるが、稀に行司の軍配と逆の結果となる場合もあり、このケースは行司差し違え（もしくは行司軍配差し違え、俗に言う行司黒星）という。行司にとっては、軍配差し違えはいわゆる負け、相撲用語的には黒星とも言える出来事であり、査定にも響くため、かなりの心理的ダメージを負うこととなる。
審判長から協議内容の説明の際、原則として十両以上の取組の場合は当該力士の四股名を用いて説明を行うが、幕下以下の場合は原則として四股名ではなく「東方力士」「西方力士」と呼ばれる。また「只今の協議は確認のための物言いでありまして、軍配どおり○○の勝ちといたします。」と説明する時もある。
アマチュア相撲においては「異議申し立て」という。控え力士に物言いの権利のないことや、大会にもよるが、ビデオ判定は用いられないことなどを除き、形態は大相撲とほぼ同じである。
この大相撲の「物言い」は、複数の元選手が審判の判定をチェックするために場外に待機する制度であり、他のスポーツでは見られないものである。
幕内最高優勝決定戦においては、1966年9月場所の大鵬‐柏戸、1999年1月場所の千代大海‐若乃花、2023年3月場所の霧馬山‐大栄翔の3例で物言いがついたことがあるが、1966年9月場所と2023年3月場所の2例は軍配通りそれぞれ大鵬、霧馬山の勝ちとなり、1999年1月場所は取り直しとなった末に千代大海が勝ったため、幕内最高優勝決定戦が差し違えとなった事例は2024年現在まだ存在しない。

## ビデオ判定
大相撲にビデオ判定が導入されるきっかけは、1969年3月10日の3月場所2日目、横綱・大鵬と前頭筆頭・戸田の一番だった。土俵際に追いつめられ回り込む大鵬を追ううちに戸田の右足が俵を踏み越え、ほぼ時を同じくして大鵬の体が土俵を割った。22代式守伊之助の軍配は大鵬にあがったが、審判より物言いがあり協議をした結果、大鵬が先に土俵を割ったという結論（審判長の春日野（元横綱栃錦）以外の4人が戸田の勝ちを支持）になり、行司差し違えで戸田の勝ちとなった。しかし、この時の中継映像では戸田の足が先に出たように見えた。この日、NHKは午後7時からのニュースで、この一番をスローモーションで放送。大鵬がここまで45連勝していたこともあり、この一番の判定は「世紀の大誤審」と騒がれた。日本相撲協会には抗議の電話が相次ぎ、大鵬が所属する二所ノ関部屋宿舎には「タイホウが勝っていた。気を落とすな」との電報まで届いた。翌日、1969年3月11日付の日刊スポーツは、「大鵬『45』でストップ！」との大見出しで、この一番を報じている。小見出しには「誤審防止へ写真も使う」とある。
協会理事長の武蔵川（元幕内・出羽ノ花）は誤審について、「こうした微妙な勝負に対しては審判員の参考として写真、工業用テレビなど利用することを考える。しかし、相撲の勝負判定は他の競技と違う特殊性があるので、写真を判定の主にすることはない。あくまで参考にして使いたい。運営審議会にもかけ、工業会社にも依頼して近いうちテストしてみたいと考えている」とコメント。この段階ではまだ、協会側はビデオ判定のテストをしていないように推測される。誤審を受けて、協会は目視による判定を補う方法について検討し、次の5月場所よりビデオ判定を導入することになった。
協会広報部の資料には、「写真判定」の欄に「昭和44年3月場所2日目、大鵬－戸田戦で大鵬の連勝記録45でストップの一番と、9日目琴桜－海乃山戦の物言いが原因となって、翌10日目に審判部にて正式に翌5月場所からNHKテレビのVTRを参考資料にすることを決定した（実際には以前から準備しており、44年5月場所より採用予定であった）」と書かれている。1969年3月場所10日目、当時の春日野審判部長（元横綱・栃錦）は「写真判定採用は海乃山－琴桜戦が動機でもなければ、もちろん大鵬－戸田戦でもない。初場所前の記者会見後みんなで話し合って、最も近い時期を選んでということで、夏場所から実施することに決めたものだ。どんな方法でやるかはまだ分からないが、とにかく決まった以上は審判部が一丸となってやるつもりだ」とコメント。武蔵川は「写真判定採用については5月からやることを正式に決めた。具体的なことは審判部に一任、協会はこれに対して全面的にバックアップをする」とした。
相撲協会は、写真判定導入決定後の1969年4月8日、理事長、審判部長らがトップ会談を行い、写真判定の方法を発表。まずは幕内だけの取組を対象に、NHKの大相撲中継の録画映像を勝負判定の参考にすることにした。実際は「ビデオ判定」だが、当時は「写真判定」という言い方が一般的だった。
1974年に発行された「武蔵川回顧録」（ベースボールマガジン社）によると、武蔵川は当時について「数年来の懸案としてこの問題を討議していた協会は、この年の1月場所においてNHK画像からビデオ・テープに収録して勝負判定の補助とするよう試験を行い、良好な結果を得たので5月場所から本格的実施に踏み切ろうとした矢先の、大鵬－戸田戦であった」と振り返っている。
2000年頃より多くのプロスポーツでビデオ判定を導入する動きが見られるが、大相撲のビデオ判定はこれらに大きく先んじるものである。

## エピソード

### 近代相撲以前
- 講談などでは、寛政時代雷電と小野川の取組で、雷電の寄りを土俵際こらえた小野川が必死に残すも軍配は雷電、しかし小野川を抱える久留米藩の藩士が小野川がうっちゃったであろうと刀に手をかけ、土俵に駆け上って物言い、行司は委細構わず凛然と「雷電ン～！」と勝ち名乗りをあげ、観客の喝采を得るという話があった。これ自体は全くの創作だが、こうした強引な物言いは当時決して少なくなく、江戸の庶民も腹に据えかねていた。
- 1789年（寛政元年）11月場所6日目、角界史上初の横綱（番付上は大関）披露を翌日に控えた関脇小野川は前頭2枚目関ノ戸と対戦。小野川がちょっとしたはずみで左膝をつき、関ノ戸の勝ちとなるところを強引な物言いがついて勝負預りとなった。関ノ戸にとっては不運であったが、小野川の横綱披露に差し障りがあるため、無理難題な物言いだったとされている。

### 明治時代
- 1877年頃、幕下和田ノ森－淀川戦は仕切り直し四十数回。しびれを切らした勝負検査役が勝負預りにしようとしたが、ある検査役の「仕切る姿が和田ノ森の方が良かった」という提案で和田ノ森の勝ちと決まった。
- 1895年6月場所6日目、前頭筆頭鳳凰－横綱初代西ノ海戦。8代式守伊之助は西ノ海に踏み切りありと鳳凰に軍配を挙げたが物言い。西ノ海の師匠・初代高砂取締が役員室から出てきて、踏み切ったかかとの跡のある砂を掘り「この通り、砂を払えば下は俵だ。踏み切りはない」とゴリ押し。正取締（現在の理事長職）の剣幕に押されて検査役の意見はまとまらず、深夜遅くになって協会預かりと決まった。結局、3人の検査役が辞任、伊之助が3日間謹慎ということで表面を取り繕ったが、西方力士がこれで収まるはずはなく、翌1896年1月の高砂追放事件に繋がった。
- 1897年1月場所8日目、大関鳳凰－横綱小錦戦。左四つから同体、15代木村庄之助は軍配を鳳凰に挙げたが物言い。観衆は布団や火鉢を投げ、土俵近くに群がり、小錦のファンであった歌舞伎役者の中村勘五郎は土俵の真ん中に大の字に寝て「預かりにしなければ、死んでも土俵を降りない」と叫んだ。結局は預かりと決まったが、そのときはすでに鳳凰が帰宅した後だったので、人を迎えに走らせたりするうち、日もとっぷりと暮れて回向院の場内に提灯をたてて気発灯に点火、両力士が土俵に上がって勝負預かりとなったのは、相撲が終わって実に8時間後だった。
- 1905年1月場所5日目、前頭筆頭太刀山－小結駒ヶ嶽戦で、駒ヶ嶽の寄りを太刀山はこらえきれず土俵下へ転落した。このとき太刀山の投げ出した足が、土俵下で控えていた行司木村瀬平を直撃した。瀬平は後ろにひっくり返り苦しんだが、際どい勝負のため検査役から物言いがついた。1時間に及ぶ協議の末「勝負預かり」となった。この間に元気を取り戻した瀬平は、次の一番を無事に裁いたが、6日目、7日目と大事を取って休場、8日目より再出場した。ところが9日目の朝、自宅の布団の中で急死。太刀山に押し潰されたことが原因による心臓麻痺だった。
- 1906年1月場所4日目、小結初代朝汐－前頭3枚目若左倉戦。両者立ち上がるや、若左倉が猛然と張り手の雨あられ、それも真っ向から張りまくる。朝汐も憤然と応戦し、土俵上は殺気立った。その時行司木村小市は「勝負あった」と両者の間に割って入り、軍配を朝汐に挙げた。小市は「張り手は、協会において厳禁とするところなり」と宣言し、朝汐に勝ち名乗りを上げた。従って若左倉の反則負けとなったが、物言いがつき、検査役より「越権行為だ」とか「なぜ勝ち名乗りを上げたのか」と小市を追求する中「行司の態度は当然」との意見もあった。協会から「正面からの張り手」「拳固にて打つこと」の厳禁の触れが出たばかりで、その矢先だった。まだ規則に不徹底だったため、裁きが決まらぬまま「協会預かり」にした。のちに協会は「行司の行為は独断であり、勝ち名乗りは検査役を無視した越権行為」と行司の責任だったとした。小市は進退伺いを提出したが慰留され、判定は引き分けで決着した。

### 大正時代
- 1914年5月場所5日目、関脇2代朝潮－前頭11枚目金ノ花戦。金ノ花の突っ張りに後退した朝潮が上から叩きながら土俵を割った。行司の軍配は朝潮に挙がったが、西方控えの横綱太刀山から「朝潮に踏み切りあり」と物言い。東方控えの前頭8枚目綾川は朝潮の勝ちを主張、検査役も意見が割れて決着がつかず、2時間後検査役たちは「協会の二階で協議する」と土俵を去り空白にして意見を闘わす間、土俵周辺は怒声罵声の渦、ついには土俵上に上がって演説する男が現れたりして大混乱。この場所休場していた常陸山、2代梅ヶ谷の両横綱も駆けつけ、3時間40分後「とりあえず勝負は常陸山と梅ヶ谷が預かり、のちに発表する」と決めて、その後の取組を進め、物言いから5時間20分後の午後9時40分、朝潮の丸星、金ノ花の半星、勝負預かりで何とか決着した。
- 1921年5月場所5日目、横綱大錦－前頭5枚目鞍ヶ嶽戦。大錦が寄ると鞍ヶ嶽が左へうっちゃり、17代木村庄之助は鞍ヶ嶽に軍配を挙げたが物言いがつき、検査役、控え力士とも鞍ヶ嶽の踏み切りを認めたので、行司差し違えとなった。庄之助は打ち出し直後「本日の失態は本来なら切腹すべきところ」と、辞表を友綱取締（元前頭海山）に提出。協会役員、大錦、鞍ヶ嶽らの慰留に応ずることなく、53年間務めた相撲界を去った。

### 昭和時代
- 1929年1月場所5日目、関脇玉錦－前頭筆頭真鶴戦。真鶴がもろ差しで、玉錦が閂（かんぬき）にきめる。膠着状態が続き2度水入り、3番後取り直しの相撲が制限時間10分を経過した。再戦は両者の呼吸が合わず、検査役が真鶴に注意した。真鶴はこれを不服とし支度部屋へ引き揚げてしまった。周囲の説得もあり、呼び戻された真鶴は玉錦と取り直し、玉錦が勝利した。
- 1938年1月場所9日目、横綱双葉山－関脇両国戦。48連勝中の双葉山が寄り切った相撲に、控え力士の玉錦、男女ノ川から双葉山に勇み足ありと物言いがつき揉めに揉め、協議の終息には26分を要した[12]。双葉山の69連勝が48で止まっていたかもしれない歴史的物言いと語り継がれる。結果は、取り直しの末双葉が吊り出しで49連勝。現存する写真では双葉山の右足は大きく踏み越しているが、その前に両国の体は完全に死に体だった。
- 1948年10月場所6日目、横綱前田山－小結力道山戦。前田山は行司の軍配を受けながら取り直しの判定が不服で、指の負傷を理由に支度部屋へ引き揚げたため、「取り直し」でも「痛み分け」でもなく取組放棄とみなされ、力道山の不戦勝となった。
- 1951年9月場所12日目、横綱東富士－大関吉葉山戦は2度の物言いがついた。最初の取組は東富士に軍配が挙がったが、協議の結果は同体で取り直し。取り直しの一番は左四つがっぷりで膠着状態が続き水入り。再開後、吉葉山の一気の寄りに東富士が土俵際で捨て身のうっちゃりを見せた。吉葉山に軍配が挙がるも物言いがつき、協議の結果またも同体。実はこの日、東富士は風邪をこじらせ40度の高熱だったが、無理を押して出場。3度目の取り直しになろうかと言うところ、東富士はまだ取る意思を見せるが検査役がこれ以上の取組は危険と判断し、吉葉山の同意を得て勝負預かりとなった。
- 1953年1月場所6日目、物言いの協議結果を初めて場内放送で説明した。
- 1954年9月場所7日目、関脇大内山－前頭筆頭出羽錦戦。大内山は出羽錦の食い下がりを警戒して、長い腕でのど輪を押し上げて攻める。のけぞりながら出羽錦は何とかもろ差しの体勢になり、右ふところに食いついた。これを嫌って大内山は詰まりながら右から小手を抱え、大きく小手投げを打つと、出羽錦の左ひざが折れて砂に触れたか触れないか微妙なところで、行司13代木村庄太郎は「勝負あり」と軍配を大内山に挙げた。軍配を見た大内山は当然のように力を抜く。軍配を見ていない出羽錦はそのまま大内山を寄り切った。勝ったと思った出羽錦はそのまま西方の二字口に立った。そのとき行司溜まりの西岩検査役（元前頭鯱ノ里）が物言いをつけ「出羽錦につきひざはない」と主張。立浪（元横綱羽黒山）、湊川（元前頭十勝岩）、出来山（元大関汐ノ海）の3者とも同意見、正面の検査長時津風（元横綱双葉山）は泰然と座ったまま。協議の結果「取り直し」が妥当と判断したが、時津風の裁定は大内山が小手投げを打つ体勢から再開する「組み直し」という奇妙な結論に達した。再開後、大内山がうっちゃりで勝ったが、後味の悪い一番となった。この時詰め腹を切らされたのは行司庄太郎で、翌8日目より謹慎となった。同様の前例として1941年5月場所13日目、大関前田山－関脇照國戦がある。
- 1958年1月場所6日目より、勝負検査役は物言いの協議にワイヤレスマイクを使用することにした。
- 1958年9月場所初日、前頭7枚目北の洋－横綱栃錦の物言いで立行司の19代式守伊之助が土俵を叩いて自分の軍配の正当性を主張した。いわゆる「ヒゲの伊之助涙の抗議」である。なお、この北の洋－栃錦戦の一件で、次の1958年11月場所より物言いに行司も検査役の協議に加わり発言できるようになった。
- 1964年5月場所4日目、序ノ口高見山－吉瀬川戦。吉瀬川は足の大きさ18文の巨漢だが気が弱く、怖くなって立ち上がるといきなり後ろを向いて逃げ出し土俵外へ、勝負検査役は「待った」と見なしてやり直し。再び逃げ腰の吉瀬川を高見山は優しく押し出した。
- 1964年9月場所3日目、横綱大鵬－前頭3枚目若浪戦の勝負判定などで時津風理事長が全勝負検査役を叱責。これを機に勝負検査役は幹事制を設けることとなった。
- 1964年11月場所12日目、前頭11枚目荒波－同5枚目海乃山戦で、荒波が海乃山のマゲをつかむ反則を犯したが、行司軍配は荒波に挙がり反則ながら勝ちとなった。この一番で湊川（元前頭十勝岩）検査長の処置が不適切と、取締会がこの場所に限り湊川を譴責処分とした。
- 1965年1月場所より物言いは携帯マイクをやめて、正面の検査役が経過説明をすることになった。
- 1967年11月場所9日目、前頭筆頭長谷川－横綱佐田の山戦。佐田の山の廻しがほどけたため、立行司の22代式守伊之助が、両者の背中を叩いて「廻し待った」で両者の動きを止めようとしたが、佐田の山が気づかずに長谷川を吊り出した。物言いがつき協議の結果、「廻し待った」をかけた時の体勢から取り直し、佐田の山が勝利した。しかし再開前と再開後の長谷川の差し手が変わっていた。「廻し待った」がかかった時点での佐田の山の差し手は「左差し」だったが、再開時には「もろ差し」の体勢になっていた。長谷川は組み手の違いを主張せずに敗れた。取組後、伊之助は「差し手が見えなかったので二子山（元横綱初代若乃花）、岩友（元前頭神東山）両検査役に聞いたところ（佐田の山の）もろ差しと言ったので」と弁明した。差し手を確認せず「廻し待った」をかけた伊之助にも非はあるが、長谷川自身にも問題があった一番だった。
- 1968年9月場所初日、十両最初の和晃－朝嵐戦。制限時間いっぱいから朝嵐が土俵内に落ちていた箒の切れ端を捨てるために土俵外に足を踏み出して負けにされた一番。陣幕審判長代行（元前頭島錦）の説明は「制限時間後土俵外に出たのは勝負規定違反なので、和晃の勝ちとします」だったが、実際にはこう言う規定は制定されていない。

- 1970年7月場所12日目、前頭5枚目黒姫山－同8枚目大雄戦で、行司が即退場処分を受けるという前代未聞の珍事が起きた。制限時間いっぱいから黒姫山が立つと、大雄は一瞬「待った」という仕草を見せたが、そのまま力を入れ直し右を差した。ところが「待った」と思った黒姫山が力を抜いてしまい、そのまま大雄が寄り切った。この間、行司2代木村今朝三は完全に棒立ち、「待った」も「ハッケヨイ」の声も発しなかった。5人の審判員は協議の末、今朝三を即刻退場処分とした。審判規定行司の項第7条「両力士が立ってからは、“待った”または“ハッケヨイ”の声をなす」の職務を怠ったためだった。この一番は取り直しとなり、代わりに4代木村玉治郎（のち27代庄之助）が裁き、大雄が勝利した。今朝三は処分後「声を出したが、小さかった」と弁明したが意気消沈していたという。
- 1972年1月場所8日目の結びの一番において、横綱・北の富士－関脇・貴ノ花戦では、右からの外掛けを仕掛けた北の富士に対して貴ノ花が仰向けで土俵に倒れる直前、北の富士の右手が早く土俵に着いた為、行司の25代木村庄之助は貴ノ花に軍配を挙げた。しかし審判委員から物言いが付き、北の富士の右手が「つき手」か「かばい手」か、さらに貴ノ花が「生き体」か「死に体」かで5分間も掛かる大物言いとなる。協議の結果、審判委員らは北の富士は「かばい手」で貴ノ花は「死に体」と判断され、行司差し違いで北の富士が浴びせ倒しで勝利に。しかし、打ち出し直後にNHK総合テレビの大相撲中継を見ていたファンなどから日本相撲協会に対して抗議の電話が殺到し、物議を醸す結果となってしまった。さらに25代木村庄之助は慣例となっている進退伺いの提出を拒否して謹慎処分を受け、翌3月場所直前で廃業となった。
- 1972年3月場所7日目、横綱北の富士と前頭筆頭貴ノ花の結びの一番で22代式守伊之助の軍配は北の富士に挙がったが、北の富士に勇み足ありとして行司差し違えで貴ノ花の勝利。この両者は前場所も北の富士の“つき手”か“かばい手”かを巡って揉めた一番を取っており、二場所連続同じ顔合わせで立行司が差し違えの珍事となった。なお伊之助はこの場所12日目の関脇長谷川－大関大麒麟戦においても差し違えており、伊之助は進退伺いを提出したが、場所前に25代木村庄之助が廃業しており、立行司不在の場所は前例がないため、翌13日目の1日のみ謹慎となった。この一番、貴ノ花は土俵際膝も腰も伸びきってかかと立ちの状態で、25代庄之助は「先場所(1972年1月場所)の貴ノ花が死に体だったというなら、今場所の貴ノ花がなぜ生き体になるのか」と憤慨したという。
- 1972年9月場所6日目、前頭3枚目旭國－関脇輪島戦で、立合い輪島が押して出たところを低い姿勢の状態で旭國が若干遅れて「待った」をしたが、輪島がかまわず押したため旭國が右手をついた。行司3代木村正直は輪島に軍配を挙げたが物言いがついた。旭國のあいまいな立合いに審判部は、両者を土俵上に呼び上げて事情聴取するという前代未聞の協議となり、協議の結果取り直しとなった。勝負は輪島の勝ち。
- 1975年7月場所初日、横綱北の湖－小結高見山戦。立行司26代木村庄之助は北の湖に「はき手あり」とみて高見山に軍配を挙げたものの物言いがついた。しかし土俵上にははき手の跡がなく取り直しとなり、北の湖が寄り切って勝ったが、後味の悪い一番となった。
- 1975年7月場所12日目、序二段増の里－富士嵐戦。立合い富士嵐の変化に前へのめった増の里が手をつきかかったところで、行司木村玉男は軍配を富士嵐に挙げたが、増の里はなんと前方空中回転して立ち、再び戦闘態勢をとった。ここで物言いがつき、取り直しとなり、外掛けで増の里が勝った。
- 1988年5月場所初日、前頭7枚目霧島－同8枚目水戸泉戦で3度同体の混戦の末、4度目に水戸泉が霧島を寄り倒し決着した[13]。なお、4度目の取組も、行司7代式守錦之助は水戸泉の寄り倒しに軍配を挙げたが、霧島がうっちゃりを打ちもつれ合う形での決着となった。

### 平成時代
- 1989年5月場所千秋楽結びの一番、12勝2敗同士で共に横綱の大乃国－北勝海戦。取組の最中、大乃国の小手投げで北勝海の右手が土俵の上を掃いた場面があったが、立行司と審判委員5人共に誰もその場面を気付ずに続行。その直後北勝海の肩透かしで勝利したが、審判員から物言いが全く付かなかった為、大乃国は不運にも敗戦となった。
- 1993年5月場所千秋楽これより三役・大関小錦－関脇若ノ花（のち横綱3代若乃花）の一番で、両者共土俵際で投げの打ち合いとなったが、大関小錦の方が明らかに先に右手を着いて落ちていたのにもかかわらず、小錦の投げの有利と判定され、さらに若ノ花の死に体と見て若ノ花の負けにされ、物言いもつかなかった一番となる。しかし打ち出し後、当時の鏡山審判部長（元横綱・柏戸）は自ら「あの相撲は物言いをつけるべきだった。全て私のミスです」と責任を取り、千秋楽の翌日に審判部長の辞表を提出するという事態にまで発展してしまった（結局即辞表とはならず）。
- 1994年5月場所5日目、三段目雷王－竜風戦で4度の物言い、5度も取り直すという一番があった。最初は投げの打ち合いで雷王の上手投げ、2度目は雷王の押し、3度目は竜風の寄り倒しにそれぞれ軍配が挙がったが、そのたびに物言いがつき3番とも取り直し。4度目は竜風が寄り切ったかに見えた時、行司木村圭吾は「勇み足」とみて軍配を雷王に挙げた。ここで館内は「（また）取り直せ！」との大コールと言う珍事も起こった。その館内の観客の期待に応えた八角審判長（元横綱北勝海）の説明は「足が出るのと、体が落ちるのと同時とみて…」5度目の取り直しとなり観客は大喝采。疲労困憊の両力士だったが、最後の6度目は竜風が雷王を寄り倒して決着した。
- 1995年7月場所6日目、序二段の冠甲－琴坂口戦。琴坂口が上手投げで勝ち、行司木村誠二はためらうことなく軍配を東の琴坂口に挙げたが、誤って西の冠甲に勝ち名乗りを上げてしまい、場内決まり手係もそれに釣られて「上手投げで冠甲の勝ち」と放送した。物言いがつき、結局行司差し違えとなり、琴坂口に勝ち名乗りを上げ直させた。
- 1996年1月場所9日目、小結土佐ノ海－前頭筆頭貴闘力戦。当たり合ったあと、貴闘力は左からいなし、残した土佐ノ海が頭を下げて一気に出てくるところを強引に叩き込んだ。土佐ノ海は右手から落ち、貴闘力も右足から土俵を割り微妙だったが、行司8代式守勘太夫の軍配は土佐ノ海に挙がった。その直後、5人の審判員よりも真っ先に、東の控えに座っていた現役大関の貴ノ浪が、すかさず手を挙げ物言いをつけるという異例の事態が起こった。協議の結果は、勘太夫の差し違えで貴闘力の勝利となった。
- 1996年5月場所8日目、結びの横綱曙－関脇貴闘力戦。貴闘力が飛び出すより、曙の左足が一瞬早く土俵外へ踏み越したため、立行司29代木村庄之助は貴闘力に軍配を挙げたが、ここで物言いがついた。佐渡ヶ嶽審判長（元横綱琴櫻）は貴闘力に軍配が挙がっているのに「曙の足が先に出たのでは、と物言いがつき…」と矛盾した説明だった。勝負は「引き落とし」で貴闘力の勝ちだったが、協会発表の決まり手（勝負結果）は曙の「勇み足」だった。
- 1996年9月場所7日目、序二段の取組で勝負がついていないのに、行司が相撲を止めてしまうハプニングがあった。福山－藤川戦で、もろ差しになった藤川が土俵際まで寄って、福山が俵に足が掛かってこらえているとき、行司木村保之助が「勝負あった」と大声を上げ藤川に軍配を挙げようとしたが、すかさず土俵下の審判から「（足は）出ていないぞ」と声が上がり物言いとなり、協議の結果取り直しとなった。取り直しの一番は、いったん負けとなった福山が上手投げで藤川を破った。取組後保之助は「恥ずかしい。行司を辞めてしまおうかと思いました」と意気消沈。
- 1999年7月場所7日目、前頭5枚目蒼樹山－同8枚目朝乃翔戦。朝乃翔が突き勝って出るところ、蒼樹山が右に変わっていなした時、左手が朝乃翔のマゲに引っかかり思わず引いてしまい、朝乃翔が残るところを右おっつけ左ハズから押し出した。行司木村咸喬は蒼樹山に軍配を挙げたが物言い。佐渡ヶ嶽審判長（元横綱琴櫻）は「蒼樹山がマゲを引っ張ったが、マゲを引っ張ったことで勝負がついたのではないので、軍配通り蒼樹山の勝ち」と決まった。朝乃翔は4日目、前頭10枚目旭天鵬にもマゲを掴まれていて、この時は相撲にほとんど関係なかったが、「今日（蒼樹山戦）の方が長くマゲをつかまれていた」とぼやいていた。その4日目の取組の後、師匠の若松親方（元大関・朝潮）から「今度マゲを引っ張られたら、土俵に手をついてしまえば反則勝ちになる」とアドバイスを受けていたが、実践できぬまま敗れた。
- 2003年1月場所2日目結びの一番、横綱貴乃花－前頭筆頭の雅山戦。両者が白房に出た時、雅山の二丁投げが鮮やかに決まり貴乃花は裏返しになって左肩から落ちたが、雅山もほぼ同時に体が崩れた。木村庄之助の軍配は雅山に挙げるも審判員から物言いがつき、結末は「両者同体」の判定で取り直しとなった（取直しの一番は貴乃花が左からの上手投げで勝利）。だがこの取組後、視聴者から相撲協会・NHKに対し「雅山が勝っていたのでは？」という抗議の電話が、100件以上も殺到したという。その上雅山は二丁投げを放った際に右足関節外果を剥離骨折するも、それをおして強行出場した翌4日目の大関（当時）朝青龍戦で敗れた時に怪我を悪化させ、4日目から途中休場。一方の貴乃花も、二丁投げを喰らった時左肩鎖じん帯を損傷させ翌日より途中休場。負傷が完治しない中、貴乃花は5日目から横綱としては異例の再出場を決断するも、8日目の前頭4枚目安美錦戦で送り出しの敗戦を最後に、貴乃花は現役引退を表明した。
- 2004年7月場所中日結びの一番、横綱朝青龍－前頭5枚目琴ノ若戦。琴ノ若の上手投げで朝青龍は裏返しに成るも、朝青龍はブリッジの体勢で必死に堪え、琴ノ若の廻しを最後迄放さなかった。「これで朝青龍は『死に体』」と判断した琴ノ若は、横綱の上にまともに倒れ込んだら危ないので手を着いたが、朝青龍の体が落ちるより一瞬早く土俵に着いた。「かばい手」と見た木村庄之助の軍配は琴ノ若に上がったが物言い。3分以上もの協議の結果琴ノ若の左手は「つき手」と見なし、又朝青龍の体が落ちるのが同時と見て「取り直し」となった（取直しの一番は、朝青龍が切り返しで勝利）。しかしこの取組後、視聴者から「朝青龍は明らかに死に体で、琴ノ若が勝っていた」と抗議の電話が殺到したという。また審判団の解釈も紛糾したが、「朝青龍は『生き体』か『死に体』かの意見が分かれたが、結局『取り直しが妥当』と判断された為」との理由を説明した。さらに、取組後のインタビューで琴ノ若は「あれは『付き手』では無く『かばい手』だった。それならば横綱の上に倒れ込んでいたのに。取り直しにするなら『死に体』なんか制度は無くすべきだ」と憤慨する程であった。
- 2005年5月場所7日目、十両の琴春日－五城楼戦で、五城楼が同体取り直しの一番を取れず不戦敗になるハプニングが起きた。軍配は五城楼の突き落としに挙がったが物言い。琴春日の左肘と五城楼の右膝のつくのが同時で取り直しとなった。しかし五城楼は右膝を負傷し、相撲を取ることが出来ず不戦敗になった（嘗てこのような事態が発生した場合は、両者に「痛み分け」の判定が下されていた）。一方の力士の負傷のために取り直しの相撲が取れずに不戦敗となったのは、1948年10月場所6日目の横綱前田山－小結力道山戦の前田山以来57年ぶりだった。全治2週間の診断が出た五城楼は、すでに8日目に組まれていた春ノ山戦も不戦敗。2日続けての不戦敗は1989年（平成元年）9月場所の前頭3枚目富士乃真、12日目小結太寿山、13日目前頭3枚目三杉里）以来の珍事となった。
- 2008年9月21日に序二段笹山－桑原戦に控えの星ヶ嶺が物言いを付けた[14]。
- 2011年7月場所7日目、幕下の若龍勢－宇映戦で同体物言いとなったが、宇映が若龍勢に土俵際でうっちゃられ倒れたときに土俵に後頭部を強打、脳震盪を起こし立ち上がれなかったため、協議の上取り直しとなるところ宇映の不戦敗となった。このときの湊川（元小結・大徹）審判長代理は「西方力士（宇映）が怪我をしたため痛み負けとします」という場内説明だった。
- 2012年11月場所9日目結び前の一番、前日迄8戦全勝の関脇・豪栄道－1敗の横綱・日馬富士戦で、向正面に豪栄道が寄って出る所、土俵際「日馬富士の左足が出た」と判断した赤房下の湊川審判委員（元小結・大徹）が挙手したため、立行司の39代式守伊之助は慌てて二人の背中を叩き取組を中断。軍配を挙げないまま審判団の協議に入ったが、鏡山審判部長は「向正面の（湊川）審判が日馬富士の足が出たと勘違いし、手を挙げてしまいました。従ってもう一度『やり直し』という形でやらせて頂きます」とマイクで説明。大相撲史上「誤審」を認めた前代未聞の“取り直し”の裁定だったが、その一番は日馬富士が勝利。敗れた豪栄道は「負けは負けですから」と無難なコメントに終始するも、取組後鏡山審判部長らは八角広報部長（元横綱・北勝海）を通じ、北の湖理事長から「しっかりやるように」との通達を受けていた。
- 2013年3月場所11日目、前頭11枚目豪風－同5枚目魁聖戦で、豪風が向正面土俵際で魁聖をはたき込んで軍配が上がり勝ち名乗りも受けたが、両者が花道を引き揚げる途中で「豪風が魁聖の髷を掴んだのではないか」（故意に髷を掴む行為は反則）と物言いがつき、協議の結果結局掴んでないと判断され軍配通り豪風の勝ちとなった。通常、勝ち名乗りの時点で取組の勝敗は決することになっているが、土俵下の勝負審判がビデオ室とやりとりをする際に時間がかかったことが原因で行司が軍配を差してすぐに物言いをつけることができなかった。ちなみに同様の前例としては、2011年9月場所7日目、序二段の栃天翔－奈良三杉戦で、栃天翔の寄り倒しに勝負ありとみられたが、行司が栃天翔の勇み足ありと奈良三杉に軍配を挙げた。勝ち名乗りを受け、場内アナウンスでも勝ちが発表された後に、栃天翔に軍配が挙がったものと思い込んでいた審判が急遽物言いをつけた。両者も呼び戻され、結局行司差し違えで栃天翔の勝ちとなった。[15]
- 2014年5月場所12日目、結びの関脇豪栄道－横綱鶴竜戦で豪栄道が鶴竜を東土俵に破り、立行司37代木村庄之助も豪栄道に軍配を挙げたが、東の控えで勝ち残りの横綱白鵬がすかさず右手を挙げて物言いをつけた。その後協議の結果、豪栄道が鶴竜の髷を引っ張ったとして、豪栄道の反則負け（横綱の「反則勝ち」は史上初）となった。幕内の取組で控え力士が物言いをつけたのは、1996年1月場所9日目の小結土佐ノ海－前頭筆頭貴闘力戦（貴ノ浪が物言いの手を挙げた）以来、実に18年振りの出来事だった[16]。
- 2014年5月場所14日目、横綱日馬富士－大関稀勢の里戦。土俵際日馬富士が稀勢の里を叩き込んだかに見えたが、立行司37代木村庄之助の軍配は稀勢の里。物言いの末、日馬富士が稀勢の里の髷をつかんでいたとして稀勢の里の勝ちとなった。本来行司は反則勝ちの判断を下すことはできず、禁じ手の有無は審判員に委ねなければならないが、庄之助は「日馬富士の足が出たと見て軍配をあげた」と語った[17]。行司軍配通りとも差し違えとも言えない特殊な事例。
- 2015年11月場所7日目、大関稀勢の里－前頭2枚目碧山戦。稀勢の里は終始碧山を押し出すものの押し切れず、最後は碧山から逆にノド輪で押し返され、20秒過ぎに稀勢の里は西土俵下へ吹っ飛ばされた。軍配は碧山に挙げたものの、ここで藤島審判副部長（元大関・武双山）から物言い。協議の結果、立合いから6.5秒後に稀勢の里が碧山を正面へ押し出した際、碧山の左足が僅かに蛇の目の砂を払っていた為、軍配差し違えで稀勢の里の勝利に。藤島審判長は「確定ではないので取り敢えず最後までとらせた」と説明、取組後にビデオで碧山の足が出たかを確認したとの事。尚、同力士同士の取組は、前の9月場所4日目にも対戦し物言いがついており（9月場所は軍配通り稀勢の里の勝ち）、2場所続けての物言いとなった[18]。

### 令和時代
- 2019年5月場所13日目、関脇栃ノ心－前頭8枚目朝乃山戦。いったんは土俵際に追い込まれながらも逆転の突き落としを決めた栃ノ心に軍配が挙がったものの物言い。しかし協議の争点である土俵際に追い込まれた栃ノ心のかかとが土俵を割っているか否かがビデオ室からの映像でも判断できないほどきわどく、6分を超える大物言いの末栃ノ心のかかとは出ていたとして軍配差し違えで朝乃山が勝利した。しかし、この一番は栃ノ心の大関特例復帰や朝乃山の優勝争いにかかわる大一番だったこともあって、判定は物議を醸した。なお栃ノ心は翌日横綱鶴竜を破り10勝を挙げて大関復活を果たし、朝乃山はこの場所で自身初の幕内最高優勝となった。
- 2021年7月場所2日目、十両の炎鵬－貴源治戦で、一度目の取組で物言いがつき同体取り直しとなったが、立ち合い直後の貴源治の強烈な突っ張りを複数回受けた炎鵬が勝負が終わる頃には一時的に強烈な脳震とうを起こし、審判員の協議の末新たに追加された審判規則に基づき、炎鵬に相撲が取れるかどうかの旨を確認した後に、取組続行不能として貴源治の不戦勝となった。またこれ以前にも同年1月場所13日目にて同じく貴源治の張り手により美ノ海が脳震とうを起こし翌日から休場に追い込まれている。
- 2023年3月場所5日目は、行司が決着の瞬間を見逃すハプニングが十両以降だけで二回発生した。一度目は十両の對馬洋－美ノ海戦にて、對馬洋が美ノ海を上手で投げ捨てたかに見えたが、取組の途中で對馬洋の足が出ていたことに気づいた雷審判委員（元小結・垣添）が慌てて物言いをつけ、結果軍配差し違えとなり、押し出しで美ノ海の勝ちとなった。二度目は関脇若隆景－前頭三枚目御嶽海戦で、若隆景の上手出し投げが決まったかに思われたが物言いがつき、協議の結果、取組の途中で若隆景の膝が曲がった際、右膝が土俵に着いていたことが確認され、つきひざが成立し軍配差し違えで御嶽海が勝利した。
- 2023年5月場所10日目、三段目38枚目悠錦(朝日山部屋)と三段目41枚目村山(鳴戸部屋)の一番で、村山が悠錦に押し出された際、審判長の鳴戸親方が物言いをつけた。村山の足が早く土俵外に出ていたため、他の審判やビデオ判定室の係員は改めて悠錦の勝ちを主張したが、鳴戸親方は彼らの判断を無視し、村山の勝ちを場内に説明した。村山は鳴戸親方の弟子であり身びいきととられても仕方のない行動であった。また二人は1勝3敗だったため負けた方は負け越しであったが、悠錦の7月場所の番付は5月場所と全く変わっていなかった。これは協会が誤審を認め、それを番付編成に反映したものと推測される[19] [20]。
- 2023年5月場所13日目、幕下60枚目大賀と三段目5枚目若錦翔の一番で、土俵際の攻防で勝負が決する前に行司が「勝負あり」と声を発してしまい、物言い協議の末に取り直しなった[21]。
- 2025年1月場所6日目、大関琴櫻－前頭2枚目熱海富士戦。熱海富士が琴櫻を土俵際まで追い詰め、あわや琴櫻の足が土俵を割るかといったところで土俵下の朝日山審判委員（元関脇・琴錦）が挙手し、立行司43代式守伊之助も熱海富士に軍配を挙げそのまま熱海富士が琴櫻を寄り切るも物言いがついた。そして協議の結果、琴櫻の足は土俵を割っていなかったことが判明し取り直しが言い渡された。取り直しの一番は熱海富士が琴櫻をきめ出しで破り、対琴櫻戦初白星を挙げた。
- 2025年5月場所4日目、十両の御嶽海と宝富士の一番で、物言いが二回つくという出来事があった。一度目は土俵際の攻防で宝富士が御嶽海を突き落としたかに見えたが、ほぼ同じタイミングで宝富士の足も土俵外に落ちており物言いの結果、同体取り直しに。取り直しの一番は御嶽海が宝富士を押し出したが、今度は途中で御嶽海が髷をつかんでいたのではないかと物言いがつき、再度協議に。協議の結果御嶽海は髷をつかんでおらず、軍配通り御嶽海の勝利となった。